# Adalbero Kunzelmann
Adalbero Kunzelmann (geborener Wilhelm Kunzelmann; * 18. März 1898 in Würzburg; † 5. August 1975) war ein deutscher Augustiner, Kirchenmusiker und Autor. Er verfasste eine umfassende Geschichte der deutschen Augustiner.

## Leben
Adalbero Kunzelmann wurde als Sohn eines Briefträgers in der Würzburger Dompfarrei auf den Namen Wilhelm getauft. Nach zwei Jahren Kriegsdienst (1916–1918) und dem gymnasialen Abschluss, begann sein Noviziat 1919 im Kloster Münnerstadt. Das Ordensgelübde legte er am 10. Februar 1920 ab. Kunzelmann hatte bereits in seiner Gymnasialzeit das Orgelspiel erlernt. Er schloss sein Studium am Päpstlichen Institut für Kirchenmusik in Rom mit dem Magister für Gregorianischen Choralgesang ab. An der Würzburger Universität legte er das Staatsexamen in Deutsch, Geschichte und alten Sprachen ab. 1928 folgte die Promotion über Augustinus. Ab 1930 unterrichtete er am Münnerstädter Gymnasium, bis er 1937 entlassen wurde. Er begründete mit Robert Rattler 1939 die dortige Kirchenmusikschule, die er von 1940 bis 1947 leitete. Von 1937 bis 1955 war er zudem Diözesanpräses der Cäcilienvereine im Bistum Würzburg. Er war Mitarbeiter am neuen Gesang- und Orgelbuch der Diözese. Ab 1946 war er wieder am Gymnasium als Altphilologe angestellt. Dem Orden war er als Definitor verbunden, 1942 war er Präses des Provinzkapitels und sechs Jahre Prior im Studienseminar St. Joseph in Münnerstadt. Nach seiner Pensionierung im Jahr 1963 widmete er sich verstärkt seiner Publikationstätigkeit.

## Werk (Auswahl)
Adalbero Kunzelmann war 40 Jahre Herausgeber des Cassiciacum, einer wissenschaftlichen Buchreihe. Er verfasste eine achtbändige Geschichte der Augustiner-Eremiten in Deutschland und gab die moraltheologischen Schriften von Augustinus heraus. Außerdem veröffentlichte er kirchenmusikalische Handbücher und komponierte Orgelmusik und Messen.
- Die zeitliche Festlegung der Sermones des hl. Augustinus. Hochschulschrift, Würzburg 1928
- Einführung in den gregorianischen Choral. Tübingen 1947.
- Die Begleitung des deutschen Kirchenliedes. Tübingen 1950.
- Hrsg. mit Adolar Zumkeller: Sankt Augustinus der Seelsorger. Deutsche Gesamtausgabe seiner moraltheologischen Schriften. Würzburg 1949–1975.
- Geschichte der deutschen Augustiner-Eremiten. 8 Bände. Würzburg 1969–1976 (letzte Bände postum).